# Анна Гессенская
Анна Гессенская (нем. Anna von Hessen; 26 октября 1529, Кассель — 10 июля 1591, Майзенхайм) — принцесса Гессенская, в браке графиня Пфальц-Цвейбрюккенская.

## Жизнь
Анна была дочерью второй дочерью (и ребёнком) Филиппа Гессенского (1501—1567) и Кристины Саксонской (1505—1549).
24 февраля 1544 года она вышла замуж за пфальцграфа Вольфганга Цвейбрюккенского (1526—1569). После смерти своего мужа Анна, её брат ландграф Гессен-Касселя Вильгельм IV и курфюрст Пфальца Людовик VI совместно выполняли функции опекунов для её детей. Вильгельм был также душеприказчиком Вольфганга.
Около 1590 года Анна открыла кладбище Святой Анны в Гейдельберге. В 1596 году на этом кладбище был установлен каменный памятник в её честь. Когда в 1845 году кладбище было закрыто, памятник был перенесён на кладбище Бергфридхофа.
Анна умерла в 1591 году и была похоронена в лютеранской церкви замка Майзенхайм.

## Дети
1. Кристина (1546—1619)
2. Филипп Людвиг (1547—1614)
∞ 1574 принцесса Анна Юлих-Клеве-Бергская (1552—1632)
3. Иоганн (1550—1604)
∞ 1579 принцесса Магдалена Юлих-Клеве-Бергская (1553—1633)
4. Доротея Агнесса (1551—1552)
5. Елизавета (1553—1554)
6. Анна (1554—1576)
7. Елизавета (1555—1625)
8. Отто Генрих (1556—1604)
∞ 1582 герцогиня Мария Доротея Вюртембергская (1559—1639)
9. Фридрих (1557—1597)
∞ 1587 герцогиня Екатерина София Легницкая (1561—1608)
10. Барбара (1559—1618)
∞ 1591 граф Готфрид Эттинген-Эттингенский (1554—1622)
11. Карл (1560—1600)
∞ 1586 герцогиня Мария Доротея Брауншвейг-Люнебургская (1570—1649)
12. Мария Елизавета (1561—1629)
∞ 1585 граф Эмих XII Лейнинген-Дагсбург-Харденбургский (1562—1607)
13. Сусанна (1564—1565)